# パック10進数
パック10進数（packed BCD）とは、数値をコンピュータ上で表現する手法の一つで、BCDをベースに定義されている。COBOLのUSAGE句ではCOMP-3形式として表されることが多い。当初はゾーン10進数で表現していたが、1桁につき1バイト（= 8ビット）を要し、場所をとる。そこで、無駄になっていたゾーンビットにも数値を割り当て、1バイトで2桁表現できるようにしたものがパック10進数である。
10進数の1桁を4桁の数値ビットで表現するが、正の数か負の数かを判断するため、符号ビットと呼ばれる4ビットを、数値の末尾に追加する。符号ビットは、正の数に12、負の数に13が割り当てられている。ただし、東芝のオフィスコンピュータでは、符号ビットが特殊な値を採るので互換性の問題が発生する。

## 構造
以下に、+789を表現した場合を例に、パック10進数の構造を示す。
| 0111       | 1000       | 1001       | 1100       |
| 数値ビット | 数値ビット | 数値ビット | 符号ビット |

## 例
| +1234 | 0000 0001 0010 0011 0100 1100 |
| -1234 | 0000 0001 0010 0011 0100 1101 |

1234は桁数が4で偶数なので、パック10進数の先端に0000を付加する必要がある。